# Campionati del mondo di winter triathlon del 2016
I Campionati del mondo di winter triathlon del 2016 (XX edizione) si sono tenuti a Zeltweg in Austria, in data 13 febbraio 2016.
Tra gli uomini ha vinto il russo Pavel Andreev. Tra le donne ha trionfato la russa Yulia Surikova..
La gara junior ha visto trionfare il russo Anton Matrusov e l'austriaca Anna Swoboda.
Il titolo di Campione del mondo di winter triathlon della categoria under 23 è andato al russo Roman Vasin. Tra le donne si è aggiudicata il titolo di Campionessa del mondo di winter triathlon della categoria under 23 l'austriaca Sina Hinteregger.
La staffetta mista ha visto trionfare la squadra russa nella competizione élite e quella austriaca in quella junior.

## Risultati

### Élite uomini
| Pos. | Atleta               | Paese      | Corsa    | Bici     | Sci      | Totale   |
| ---- | -------------------- | ---------- | -------- | -------- | -------- | -------- |
|      | Pavel Andreev        | Russia     | 00:20:39 | 00:34:58 | 00:22:39 | 01:19:34 |
|      | Evgeny Kirillov      | Russia     | 00:20:41 | 00:35:01 | 00:22:53 | 01:19:49 |
|      | Giuseppe Lamastra    | Italia     | 00:21:20 | 00:35:35 | 00:22:46 | 01:21:07 |
| 4    | Daniel Antonioli     | Italia     | 00:20:40 | 00:37:43 | 00:22:05 | 01:21:48 |
| 5    | Oivind Bjerkseth     | Norvegia   | 00:21:20 | 00:35:27 | 00:24:00 | 01:22:31 |
| 6    | Tomas Jurkovic       | Slovacchia | 00:21:21 | 00:38:48 | 00:23:32 | 01:25:17 |
| 7    | Roman Vasin          | Russia     | 00:21:12 | 00:38:33 | 00:24:44 | 01:26:09 |
| 8    | Davide Vuerich       | Italia     | 00:21:57 | 00:36:57 | 00:26:04 | 01:27:01 |
| 9    | Silvio Wieltschnig   | Austria    | 00:21:23 | 00:38:32 | 00:25:03 | 01:27:11 |
| 10   | Felix Waldhuber      | Austria    | 00:23:06 | 00:37:29 | 00:25:03 | 01:27:31 |
| 11   | Christoph Lorber     | Austria    | 00:20:44 | 00:39:55 | 00:25:13 | 01:27:50 |
| 12   | Fedor Golubev        | Russia     | 00:21:20 | 00:41:15 | 00:24:05 | 01:27:54 |
| 13   | Norbert Dürauer      | Austria    | 00:22:06 | 00:37:26 | 00:26:54 | 01:28:27 |
| 14   | Gernot Grillmaier    | Austria    | 00:22:39 | 00:38:15 | 00:26:38 | 01:29:16 |
| 15   | Herwig Reupichler    | Austria    | 00:22:42 | 00:39:35 | 00:25:10 | 01:29:35 |
| 16   | Marcel Pachteu       | Austria    | 00:21:13 | 00:41:03 | 00:25:37 | 01:29:44 |
| 17   | Michael Singer       | Austria    | 00:21:27 | 00:40:36 | 00:28:17 | 01:33:17 |
| 18   | Christian Grillitsch | Austria    | 00:21:54 | 00:40:41 | 00:29:12 | 01:33:37 |
| 19   | Florian Klingler     | Austria    | 00:22:27 | 00:45:08 | 00:29:25 | 01:39:26 |
| 20   | Alexandru Koncz      | Romania    | 00:24:29 | 00:47:41 | 00:28:32 | 01:42:44 |

### Élite donne
| Pos. | Atleta             | Paese    | Corsa    | Bici     | Sci      | Totale   |
| ---- | ------------------ | -------- | -------- | -------- | -------- | -------- |
|      | Yulia Surikova     | Russia   | 00:23:05 | 00:39:41 | 00:23:22 | 01:27:31 |
|      | Olga Parfinenko    | Russia   | 00:23:04 | 00:40:54 | 00:24:09 | 01:29:32 |
|      | Romana Slavinec    | Austria  | 00:24:46 | 00:41:04 | 00:24:42 | 01:32:07 |
| 4    | Nathalie Alexander | Austria  | 00:25:54 | 00:44:51 | 00:26:30 | 01:39:13 |
| 5    | Sina Hinteregger   | Austria  | 00:28:26 | 00:44:08 | 00:28:07 | 01:42:16 |
| 6    | Monika Koncz       | Romania  | 00:25:57 | 00:50:47 | 00:24:15 | 01:43:04 |
| 7    | Yulia Bayguzova    | Russia   | 00:28:56 | 00:47:38 | 00:28:59 | 01:47:26 |
| 8    | Karina Sakhno      | Russia   | 00:28:27 | 00:46:47 | 00:31:57 | 01:49:01 |
| 9    | Renate Forstner    | Germania | 00:25:47 | 00:58:42 | 00:25:02 | 01:51:32 |
| 10   | Julia Wieltschnig  | Austria  | 00:30:24 | 00:47:21 | 00:32:20 | 01:52:52 |

### Under 23 uomini
| Pos. | Atleta               | Paese   | Corsa    | Bici     | Sci      | Totale   |
| ---- | -------------------- | ------- | -------- | -------- | -------- | -------- |
|      | Roman Vasin          | Russia  | 00:21:12 | 00:38:33 | 00:24:44 | 01:26:09 |
|      | Davide Vuerich       | Italia  | 00:21:57 | 00:36:57 | 00:26:04 | 01:27:01 |
|      | Fedor Golubev        | Russia  | 00:21:20 | 00:41:15 | 00:24:05 | 01:27:54 |
| 4    | Marcel Pachteu       | Austria | 00:21:13 | 00:41:03 | 00:25:37 | 01:29:44 |
| 5    | Michael Singer       | Austria | 00:21:27 | 00:40:36 | 00:28:17 | 01:33:17 |
| 6    | Christian Grillitsch | Austria | 00:21:54 | 00:40:41 | 00:29:12 | 01:33:37 |
| 7    | Florian Klingler     | Austria | 00:22:27 | 00:45:08 | 00:29:25 | 01:39:26 |

### Under 23 donne
| Pos. | Atleta            | Paese   | Corsa    | Bici     | Sci      | Totale   |
| ---- | ----------------- | ------- | -------- | -------- | -------- | -------- |
|      | Sina Hinteregger  | Austria | 00:28:26 | 00:44:08 | 00:28:07 | 01:42:16 |
|      | Yulia Bayguzova   | Russia  | 00:28:56 | 00:47:38 | 00:28:59 | 01:47:26 |
|      | Karina Sakhno     | Russia  | 00:28:27 | 00:46:47 | 00:31:57 | 01:49:01 |
| 4    | Julia Wieltschnig | Austria | 00:30:24 | 00:47:21 | 00:32:20 | 01:52:52 |

### Junior uomini
| Pos. | Atleta             | Paese      | Corsa    | Bici     | Sci      | Totale   |
| ---- | ------------------ | ---------- | -------- | -------- | -------- | -------- |
|      | Anton Matrusov     | Russia     | 00:12:12 | 00:16:01 | 00:11:09 | 00:40:46 |
|      | Tjebbe Kaindl      | Austria    | 00:11:52 | 00:17:19 | 00:11:04 | 00:41:43 |
|      | Marco Liporace     | Italia     | 00:12:51 | 00:16:40 | 00:12:19 | 00:43:12 |
| 4    | Tadeas Drahovsky   | Slovacchia | 00:12:30 | 00:17:18 | 00:13:16 | 00:44:49 |
| 5    | Luca Verbic        | Austria    | 00:12:44 | 00:17:47 | 00:13:26 | 00:45:52 |
| 6    | Martin Mitteregger | Austria    | 00:13:37 | 00:21:52 | 00:12:12 | 00:49:33 |

### Junior donne
| Pos. | Atleta                  | Paese      | Corsa    | Bici     | Sci      | Totale   |
| ---- | ----------------------- | ---------- | -------- | -------- | -------- | -------- |
|      | Anna Swoboda            | Austria    | 00:14:08 | 00:18:30 | 00:13:54 | 00:48:01 |
|      | Iulia Skriabina         | Russia     | 00:14:10 | 00:19:56 | 00:12:48 | 00:48:25 |
|      | Lucia Michalickova      | Slovacchia | 00:14:08 | 00:20:18 | 00:12:25 | 00:48:25 |
| 4    | Mona Ritter             | Austria    | 00:14:17 | 00:21:03 | 00:13:05 | 00:50:21 |
| 5    | Sanne Kaindl            | Austria    | 00:14:35 | 00:22:21 | 00:12:33 | 00:51:14 |
| 6    | Lydia Drahovska         | Slovacchia | 00:14:08 | 00:21:47 | 00:14:32 | 00:52:17 |
| 7    | Victoria Vaquero Florez | Spagna     | 00:16:51 | 00:22:57 | 00:18:54 | 01:00:57 |
| 8    | Elena Wippel            | Austria    | 00:17:01 | 00:28:56 | 00:14:20 | 01:02:38 |

## Medagliere
| Pos. | Paese      | Oro | Argento | Bronzo |    |
| ---- | ---------- | --- | ------- | ------ | -- |
| 1    | Russia     | 4   | 4       | 2      | 10 |
| 2    | Austria    | 2   | 1       | 1      | 4  |
| 3    | Italia     | 0   | 1       | 2      | 3  |
| 4    | Slovacchia | 0   | 0       | 1      | 1  |

## Staffetta mista

### Élite
| Pos. | Atleta                                                                | Paese      | 1 frazione | 2 frazione | 3 frazione | 4 frazione | Totale    |
| ---- | --------------------------------------------------------------------- | ---------- | ---------- | ---------- | ---------- | ---------- | --------- |
|      | Olga Parfinenko Evgeny Kirillov Yulia Surikova Pavel Andreev          | Russia     | 00:17:27   | 00:15:42   | 00:18:26   | 00:17:30   | 01:09:06" |
|      | Romana Slavinec Silvio Wieltschnig Nathalie Alexander Felix Waldhuber | Austria    | 00:17:58   | 00:16:49   | 00:19:26   | 00:15:08   | 01:09:23" |
|      | Lydia Drahovska Tadeas Drahovsky Lucia Michalickova Tomas Jurkovic    | Slovacchia | 00:20:47   | 00:17:11   | 00:20:47   | 00:15:51   | 01:14:38" |

### Junior
| Pos. | Atleta                                                   | Paese   | 1 frazione | 2 frazione | 3 frazione | 4 frazione | Totale    |
| ---- | -------------------------------------------------------- | ------- | ---------- | ---------- | ---------- | ---------- | --------- |
|      | Anna Swoboda Michael Dallinger Mona Ritter Tjebbe Kaindl | Austria | 00:18:35   | 00:17:41   | 00:19:10   | 00:16:38   | 01:12:06" |